# Dobrnja
Dobrnja (serbisch-kyrillisch Добрња) ist eine zur Stadt Tuzla gehörige Ortschaft im Nordosten von Bosnien und Herzegowina. Sie befindet sich in den Hügeln nordwestlich des Stadtzentrums an der Straße nach Brčko.

## Bevölkerung
| Zusammensetzung der Bevölkerung in Dobrnja | Zusammensetzung der Bevölkerung in Dobrnja | Zusammensetzung der Bevölkerung in Dobrnja | Zusammensetzung der Bevölkerung in Dobrnja | Zusammensetzung der Bevölkerung in Dobrnja | Zusammensetzung der Bevölkerung in Dobrnja |
|                                            | 2013                                       | 1991                                       | 1981                                       | 1971                                       | 1961                                       |
| Einwohner                                  | 2 086 (100,0 %)                            | 1 898 (100,0 %)                            | 1 364 (100,0 %)                            | 1 287 (100,0 %)                            | 1 305 (100,0 %)                            |
| ------------------------------------------ | ------------------------------------------ | ------------------------------------------ | ------------------------------------------ | ------------------------------------------ | ------------------------------------------ |
| Bosniaken                                  | –                                          | 1 608 (84,72 %)                            | 1 288 (94,43 %)                            | 1 242 (96,50 %)                            | 1 217 (93,26 %)                            |
| Jugoslawen                                 | –                                          | 167 (8,799 %)                              | 57 (4,179 %)                               | 1 (0,078 %)                                | 30 (2,299 %)                               |
| Andere                                     | –                                          | 99 (5,216 %)                               | 9 (0,660 %)                                | 25 (1,943 %)                               | 2 (0,153 %)                                |
| Kroaten                                    | –                                          | 22 (1,159 %)                               | 9 (0,660 %)                                | 10 (0,777 %)                               | 2 (0,153 %)                                |
| Serben                                     | –                                          | 2 (0,105 %)                                | –                                          | 9 (0,699 %)                                | 52 (3,985 %)                               |
| Mazedonier                                 | –                                          | –                                          | 1 (0,073 %)                                | –                                          | –                                          |
| Slowenen                                   | –                                          | –                                          | –                                          | –                                          | 1 (0,077 %)                                |
| Magyaren                                   | –                                          | –                                          | –                                          | –                                          | 1 (0,077 %)                                |